# Бурбон, Елизавета Александрина де
Елизавета Тереза Александрина де Бурбон (фр. Élisabeth Thérèse Alexandrine de Bourbon; 5 сентября 1705, Отель Конде — 15 апреля 1765, Париж) — французская принцесса, дочь Людовика III Бурбона, принца Конде, и его супруги, Луизы Франсуазы де Бурбон, узаконенной дочери короля Франции Людовика XIV и его знаменитой фаворитки Франсуазы-Атенаис де Монтеспан. Никогда не была замужем, при дворе была известна как мадемуазель де Сен.

## Биография
Елизавета Александрина родилась в Париже в 1705 году, она была одной из девяти детей и младшей дочерью в семье. Её назвали в честь её старшей сестры Луизы Елизаветы и её дяди Луи Александра де Бурбона, графа Тулузы. Она использовала второе имя Александрина. С самого рождения она была известна при дворе как мадемуазель де Ге, но позже получила титул вежливости мадемуазель де Сен.
Как и большинство её сестер, она никогда выходила замуж. Её считали потенциальной невестой для своего двоюродного брата Людовика Орлеанского, но её тетя, герцогиня Орлеанская, хотела для своего сына более престижную партию. Елизавета Александрина никогда не играла заметной политической роли. Тем не менее она была большой подругой любовницы короля, знаменитой мадам де Помпадур, которая была представлена ко двору старшей сестрой и тёзкой Александрины, Луизой Елизаветой.
Как и её старшей сестре, Луизе Анне, принадлежало много земель и частных резиденций за пределами столицы. Ко времени своей смерти она накопила большое состояние благодаря пенсиям. Елизавета Александрина умерла в Париже в возрасте 59 лет. Ей наследовал племянник, Людовик Жозеф де Бурбон, принц Конде. Она была похоронена в монастыре кармелиток Фобур-Сен-Жа в Париже.